# 新政みえ
新政みえ（しんせいみえ）は、日本の政治団体、三重県議会の院内会派（地域政党）。旧民進党・日本労働組合総連合会（連合）系の会派である。

## 歴史
2000年（平成12年）5月12日、これまで三重県議会の第二会派であった県政会と第三会派であった県民連合の統一会派として発足した。旧新進党系議員が集まる県政会と、旧社会党系議員と県教職員組合の支持を受けた議員らで集まる県民連合は当初は芦浜原発問題や教職員の勤務時間内組合活動の問題で意見は対立していたが、芦浜原発問題が北川正恭知事の白紙撤回によって解消したことや両会派とも日本労働組合総連合会（連合）支持の議員が多く、非自民・非共産の議員らが会派の垣根を超えて集う政策集団「新政策議員フォーラム三重」、旧新進党や旧社会党の経歴を持たない両会派の若手議員が前年に発足させた「スタート99」による交流を経て政策的にも関係が近くなっていたことが会派統一に影響している。
議員18名の県政会と13名の県民連合の統一によって単独過半数を上回る合計31名の最大会派となり、当時都道府県議会の単独会派として唯一の非自民系最大会派であった。しかし、2001年5月に自公連立政権の成立により公明党所属の県議を中心に5名が会派離脱し自民党寄りの新会派「無所属・MIE」を結成したことで、自民党と無所属・MIEの二会派が新政みえに議席数を上回り、正副議長のポストを自民に奪われた。2003年4月に実施された第15回統一地方選挙では、候補者25名のうち23名が当選したものの、単独過半数の獲得には至らなかった。
2007年（平成19年）3月6日、県議選対策として確認団体の届出を行い、4月に実施された第16回統一地方選挙では地域政党（「新政みえ」として希望する県議6名に公認を出した。そのうち公認候補4名を含む会派全体では24名が当選した。
2011年（平成23年）4月に実施された第17回統一地方選挙では、まず前半戦の県議会選挙において公認候補3名を含む会派全体で24名が当選した。続く後半戦では津市長選挙にて無所属新人で元総務省職員の前葉泰幸を推薦し当選させた。選挙後、5月12日に開かれた第2回定例議会の役員改選において中村進一（伊勢市）が県議会副議長（第105代）に選出された。なお当時「新政みえ」を構成する県議会議員24人のうち、10人が自治労（全日本自治団体労働組合）、三教組（三重県教職員組合）といった官公労系出身者であった。また国政選挙でも三重県における民主党国会議員（衆4・参2）選出の原動力となっていた。
2015年（平成27年）4月に実施された第18回統一地方選挙でも、現職20名、新人3名の計23名が当選し、県議会の第一会派を維持した。2016年9月には、市長選出馬を理由に稲垣昭義県議（四日市市選挙区）と森野真治県議（伊賀市選挙区）が辞職したため21名へと減った。
2017年から2018年にかけて民進党が分裂・解党し、国政および他の都道府県では立憲民主党および国民民主党に分かれたが、三重県では当初いずれの党への参加者もなく、旧民進党系地方議員の受け皿として2018年5月に地域政党『三重新政の会』（後に『三重民主連合』に改称）が設立された。2019年の第19回統一地方選挙では、会派としての新政みえの公示前勢力は18人で、新政みえ公認候補が4名、三重民主連合公認が5名、三重民主連合と新政みえの双方から推薦を受ける無所属候補が10名、また三重民主連合、新政みえのいずれかの公認・推薦を受ける候補者は合計24名となった。

## 組織体制
- 2023年8月30日現在[15]

| 役職             | 氏名       | 当選選挙区                                 | 当選党派   |
| 役員会           | 役員会     | 役員会                                     | 役員会     |
| ---------------- | ---------- | ------------------------------------------ | ---------- |
| 代表             | 稲垣昭義   | 四日市市選挙区                             | 無所属     |
| 代表代行         | 藤田宜三   | 鈴鹿市選挙区                               | 新政みえ   |
| 副代表           | 三谷哲央   | 桑名市・桑名郡選挙区                       | 立憲民主党 |
| 副代表           | 舟橋裕幸   | 津市選挙区                                 | 新政みえ   |
| 副代表           | 日沖正信   | いなべ市・員弁郡選挙区                     | 新政みえ   |
| 顧問             | 杉本熊野   | 津市選挙区                                 | 無所属     |
| 幹事会           |            |                                            |            |
| 幹事長           | 藤根正典   | 東紀州選挙区                               | 無所属     |
| 幹事長代行       | 中瀬古初美 | 松阪市選挙区                               | 無所属     |
| 幹事             | 森野真治   | 伊賀市選挙区                               | 無所属     |
| 幹事             | 田中智也   | 四日市市選挙区                             | 新政みえ   |
| 幹事             | 廣耕太郎   | 伊勢市・鳥羽市選挙区                       | 無所属     |
| 幹事             | 平畑武     | 鈴鹿市選挙区                               | 無所属     |
| 幹事             | 世古明     | 伊勢市・鳥羽市選挙区                       | 新政みえ   |
| 総務局           |            |                                            |            |
| 総務局長         | 森野真治   | 伊賀市選挙区                               | 無所属     |
| 副局長           | 川口円     | 津市選挙区                                 | 無所属     |
| 委員             | 世古明     | 伊勢市・鳥羽市選挙区                       | 新政みえ   |
| 広報局           |            |                                            |            |
| 広報局長         | 下野幸助   | 鈴鹿市選挙区                               | 新政みえ   |
| 副局長           | 廣耕太郎   | 伊勢市・鳥羽市選挙区                       | 無所属     |
| 委員             | 平畑武     | 鈴鹿市選挙区                               | 無所属     |
| 委員             | 荊原広樹   | 名張市選挙区                               | 無所属     |
| 政策局           |            |                                            |            |
| 政策局長         | 小島智子   | 桑名市・桑名郡選挙区                       | 無所属     |
| 政策委員長       | 芳野正英   | 四日市市選挙区                             | 新政みえ   |
| 政策委員         | 藤田宜三   | 鈴鹿市選挙区                               | 新政みえ   |
| 政策委員         | 中瀬信之   | 度会郡選挙区                               | 無所属     |
| 渉外委員長       | 田中智也   | 四日市市選挙区                             | 新政みえ   |
| 渉外委員         | 喜田健児   | 松阪市選挙区                               | 無所属     |
| 渉外委員         | 伊藤雅慶   | 三重郡選挙区                               | 無所属     |
| 政策             |            |                                            |            |
| 政策アドバイザー | 津村衛     | ※前三重県議会議員 旧尾鷲市・北牟婁郡選挙区 | 新政みえ   |

## 基本理念・ビジョン
基本理念
1. 自由・公正・活力の生活者起点の県政を実現する！
2. 分権・自治・自立の三重のくにづくりを進める！
3. 公開・参画・協働の議会制民主主義を確立する！

ビジョン
1. 「いのち」と「くらし」を守る
2. 持続可能な環境と地域社会を次世代へ！
3. 人口減少社会における地域の活性化！雇用の確保と経済の活性化！
4. 持続可能な農林水産業に！
5. 健康といのちを守る！
6. 子どもたちの豊かな未来のために！

出典：基本理念、ビジョン。新政みえホームページ（2011年9月10日閲覧）

## 党勢推移
「新政みえ」公認候補の当選者数である。
- 2007年三重県議会議員選挙：4名
- 2011年三重県議会議員選挙：3名
- 2015年三重県議会議員選挙：5名[16]
- 2019年三重県議会議員選挙：4名
- 2023年三重県議会議員選挙：7名